# リュウの道
『リュウの道』（リュウのみち）は、石森章太郎による日本の漫画。「週刊少年マガジン」（講談社）にて、1969年の第14号から1970年の第52号にかけて連載された。リュウ3部作の第1作であり、本作では未来を、第2作『原始少年リュウ』では過去を、そして第3作『番長惑星』では現代を舞台としている。
単行本の初版は、講談社コミックス（KC）レーベルの全8巻で、発行開始は1970年10月10日。

## ストーリー

### 第一部
遠い未来。シリウス第5惑星に恒星間航行をした宇宙船「フジ一号」内で、16歳の少年柴田リュウが冷凍睡眠から目覚めた。外に出たリュウは、フジ1号が着陸した星が人類滅亡後の変貌した地球であることに気付く。
愚かな戦争で自滅した人類の運命を呪いながらも、リュウは人間の生き残りのマリアやジミイ、猿人のペキ、ロボットのアイザック、老いたサイボーグのゴッドらと出会い、生き残った人間の文明を探す旅に出る。
しかし、変わり果てた地球でのその旅は危機と驚異の連続したものとなり、リュウ一行は変異した人間・ミュータントや、大自然の猛威、ロボットシティを守る殺人ロボット集団、人食いの怪生物の襲撃など、数々の危機などに晒され、幾人もの死者を出しながらもそれらを乗り越えて、古代の科学知識を秘匿する宗教組織に統治された街にたどり着き、虐げられていたミュータントたちの助けを借りて町の支配権を奪うと、神としてあがめられていた神像の中に隠れ潜んでいた老いたミュータントから、地球が変わり果てた顛末について、その驚くべき経緯を知らされる。

### 第二部
辿り着いた町の「神」となり、旧人類・新人類（ミュータント）をまとめつつ、平和な日々を送っていたリュウ。しかし彼の前に、今まで想像すらしなかった新たな敵が現れる。そんな中でリュウは徐々に人類の代表として、様々な能力を身につけてゆく。
そしてついに文明を再建していた人類国家との接触に成功するが、その国はリュウが生きていた時代の文明とほぼ同水準の高度文明を有する謎の敵との戦争で追い詰められつつあった。
リュウは謎の敵に対して発したテレパシーによって、敵の興味を引くことに成功し、その案内によって彼らの国へ連行される。そこで重大な真実を得るもののそれはその国の滅亡と引き換えに得た悲しいものとなった。
その直後何者かに操られるように、雪山へ導かれたリュウは”神の意志”を発する謎の巨大な結晶体を発見し、そこで人間並みの知能を持つ犬と出会う。
そこで世界を継ぐ資格をめぐって争う事となったリュウはからくも勝利を収め、重大な使命を託されて、マリアを始めとする同胞たちのもとへ帰っていく。

## 登場人物
柴田リュウ
人間。16歳の時、宇宙船フジ1号に密航し、空腹で倒れていたところを乗組員に救われ、冷凍睡眠させられる。この際乗組員の一人に睡眠教育を行われたことにより、自覚のないうちに英語を話す、アインシュタインの相対性理論を応用できる、柔道や拳法を使えるなど、膨大な知識を得ることになる。後にこの経験が元になり、瞬間移動や自身・他人の精神に干渉し、その体を変化させる霊的能力までが目覚めていった。
夢と未来の希望に満ち溢れていた故郷の星・地球のあまりにも奇怪な変貌ぶりに絶望し、生き残った人類による文明社会を探す旅に出る。第一部では主に光線銃（レイガン）を武器としていた。最終的に辿り着いた町で指導者となり、ある事件で正気を取り戻したマリアと恋仲になる。その後、ミュータントの都市を脱出後に人類代表として「神の柱」に呼ばれ、そこで自分が背負う事になった使命と神人としての能力に目覚め、滅びかけた地球世界の本格的な復興に着手することになる。
マリア・ヘンダーソン
人間。地球で起こった核戦争を避け、宇宙に脱出したロケットの乗組員の一人で彼女とジミイ以外の乗組員は、宇宙病や着陸時の事故、地球に住んでいた生物による襲撃で全員死亡してしまった。第一部では短針銃（ニードルガン）を武器としていた。リュウと出会い行動をともにするも、旅の途中でミュータントに捉えられてむごい扱いを受けた事で精神が疲弊していた時に、ミュータント達による人食いの光景を目撃したショックで気を失った後、正気を失い、恐怖を感じない狂った状態になる。
第二部で異次元からの生物の精神攻撃を受けた際、このことが原因で命を取り留め、同時に元の状態に戻る。その後、神との邂逅を遂げて帰還したリュウと結ばれ、子供をもうける事になる。
ジム・ヘンダーソン
人間。マリアの弟であり、ジミイの愛称で呼ばれる。ペキとすぐ友達になるなど、純粋な性格。第二部ではムツンバイと共に行動することが多い。
ペキ
変貌後の地球で暮らしていた猿人の一人。主に棍棒を武器とする。母親を吸血コウモリに殺されたところをリュウに助けられる。出会った頃はまだ子供で臆病だったが、むくむくと成長し町の警備隊長を務めることになる。
アイザック
ロボット。大量生産された型であり、ゴッドに気まぐれでスイッチを入れられ作動、リュウに修理され以後行動を共にする。リュウにより小説家アイザック・アシモフにちなんで名づけられる。目にはライト、胸には高圧電流のようなエネルギー波を発射する装置がついている。しゃべることができなかったが、ロボット・シティで敵に改造された際、しゃべれるようになった。一度壊されるが修理され、第二部ではリュウのアシスタントを務める。
ムツンバイ
目が一つ、手が4本あるミュータントの子供。名前の由来は手の多さにより、四つんばいではなく「六つんばい」になることから。死んだミュータントの死体を食べていた時リュウと遭遇し、マリアを助けたところで以後行動を共にする。口が利けないと思われていたが、テレパシーでリュウとのみ話すことが出来るようになる。第二部ではジミイと行動を共にすることが多い。
ゴット
サイボーグの老人。怪力で、帯電性の両腕に機関銃（マシンガン・アーム）と剣を隠し持っている。かつてロケットの操縦をしていて、爆発事故により体を改造し、生き延びた。ある村の人々を守っていたが、村人の殆どが食用の家畜として精神支配を受けて「収穫の塔」へ連れ去られた事件がきっかけとなり、精神の発達した気高い文明人が支配する社会を求めてリュウと行動を共にするようになる。若さゆえの未熟さの為に度々くじけそうになるリュウを見守り、叱咤激励しながら何度も支え、第二部では町の議長となった。
コンドル
頭に未来を予知する第三の目を持つミュータントだが本人はこの能力に振り回されることを嫌い、布で覆い隠している。リュウが住み着くことになる町の外で、ミュータントたちのリーダーをしていた。リュウと共に町を陥落させ、第二部で町の中・外の全住民を守る「護民官長」になる。回虫に操られた際、正気に戻すために手ひどいダメージを与えるためとはいえリュウに右腕を切断されるが、特に気に留めていない様子。リュウと共にニッポン島が戦うミュータントの国に乗り込み、その滅亡を見届けた後の帰還中に墜落事故によって一旦は死亡するが、神の力を得たリュウによって、失った右腕もろとも肉体の再生を施され、生き返り、リュウが神から受けた使命を支えるようになる。